# Pitabroodje

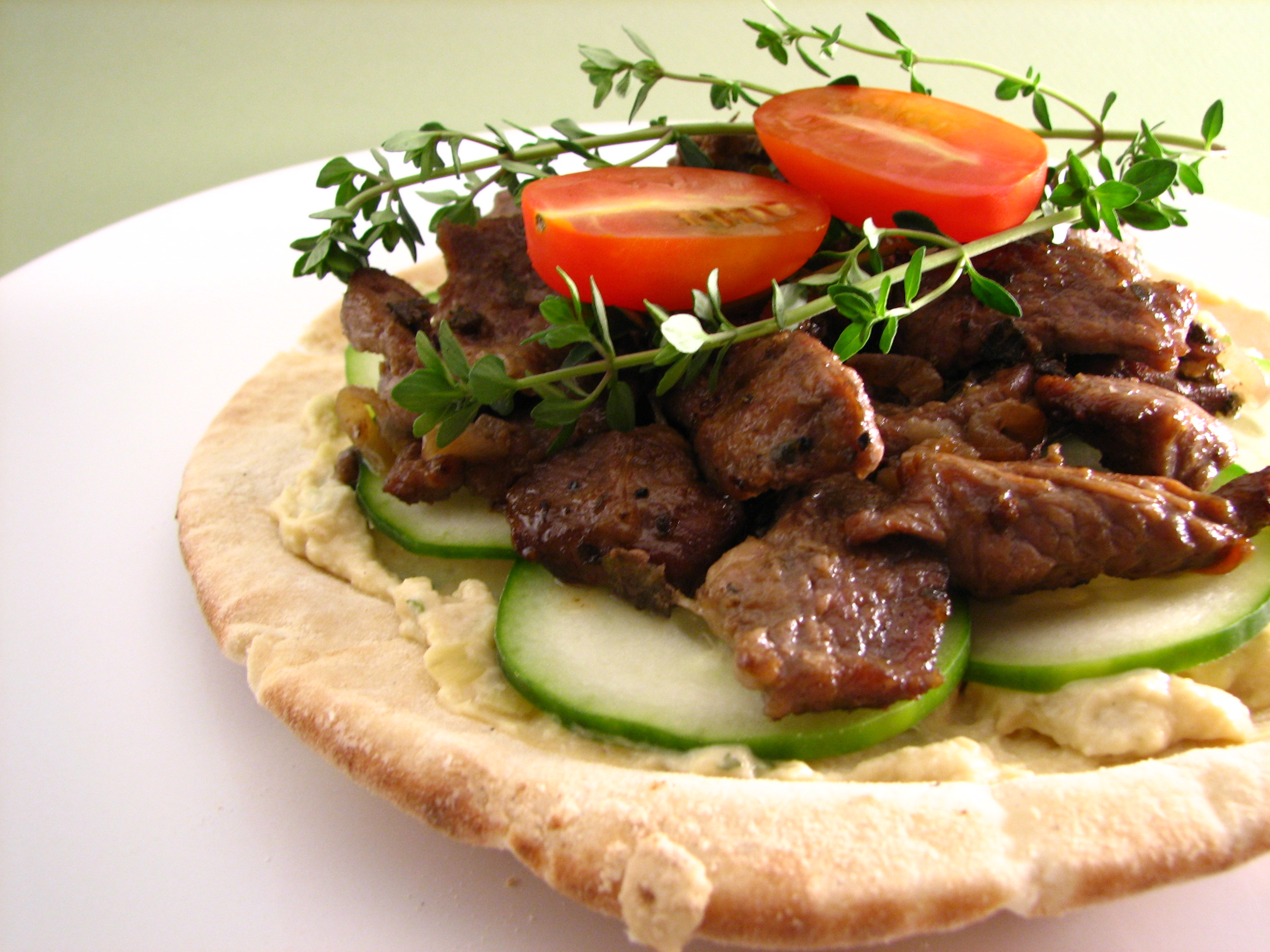
Het pitabroodje ter vervanging van een bord

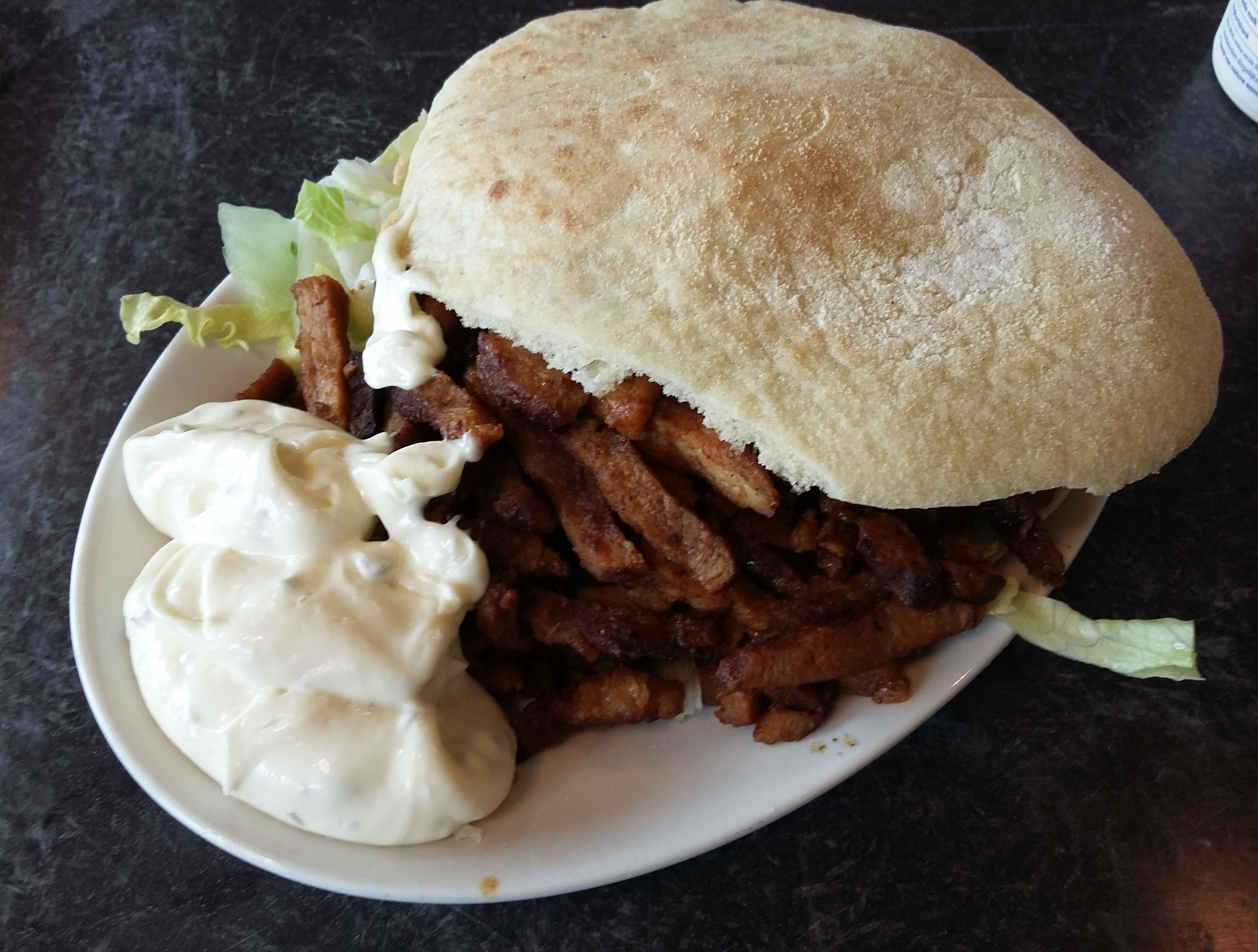
Een pitabroodje met shoarma

Een pitabroodje, ook wel shoarmabroodje genoemd, is een plat broodje met een zachte korst. Het wordt overlangs ingesneden, zodat er een soort 'zakje' ontstaat, waarin gyros of shoarma wordt gestopt. In sommige landen wordt het broodje dan ook gebruikt ter vervanging van een bord.

## Geschiedenis
Het brood heeft zijn wortels in de platte broden uit de prehistorie. Er is bewijs dat ongeveer 14.500 jaar geleden gedurende de steentijd, de Natufiërs in wat nu Jordanië is een dergelijk soort brood maakten van wilde graansoorten. De Bedoeïenen bakten dergelijk brood tijdens de bereiding van het avondmaal. Meel en water werden tot bolletjes gekneed en gebakken in open vuur. In het Westen wordt het begrip 'pita' voor het Saoedi-Arabische khubz (gewoon brood) gebruikt. Pita wordt ook gebruikt voor andere broodsoorten van Arabische, Egyptische, Syrische afkomst, of voor kumaj (een Turks leenwoord dat gebruikt wordt voor brood gebakken in as). Al deze broden worden gebakken in een steenoven. Vroege Arabische teksten over koken noemen geen khubz, omdat dat van specialisten gekocht werd en niet thuis gebakken werd. Het is echter veilig om aan te nemen dat de geschiedenis van khubz tot in de klassieke oudheid teruggaat, omdat het platte brood in het algemeen, met rijsmiddel of niet, een van de oudste soorten brood is omdat het geen oven en zelfs geen pan nodig heeft om gebakken te worden.